# 新村乡 (上海市)
新村乡，是中华人民共和国上海市崇明区下辖的一个乡镇级行政单位。面积32.5平方公里。户籍人口1.06万人（2008年）。
截至2018年，这个乡是上海市唯二的乡之一，另一个是横沙乡。

## 行政区划
新村乡下辖以下村委会：
新中村、新卫村、新乐村、新浜村、新国村和新洲村。